# NCAA Division I Tennis Championships 2006
Bei den NCAA Division I Tennis Championships 2006 wurden zum 122. Mal die Meister im US-amerikanischen College Tennis ermittelt. Gespielt wurde vom 20. bis zum 29. Mai auf dem Campus der Stanford University im kalifornischen Stanford. Die ersten beiden Runden der Mannschaftsmeisterschaften wurden bereits ab dem 12. Mai gespielt, fanden allerdings noch nicht in Stanford statt.

## Herrenmannschaftsmeisterschaften
| Nr. | Spieler    | Erreichte Runde |
| --- | ---------- | --------------- |
| 01. | Georgia    | Finale          |
| 02. | Pepperdine | Sieg            |
| 03. | Texas      | Halbfinale      |
| 04. | Duke       | Achtelfinale    |
| 05. | Baylor     | Halbfinale      |
| 06. | Ohio State | Viertelfinale   |
| 07. | Illinois   | Achtelfinale    |
| 08. | Virginia   | Halbfinale      |

| Nr. | Spieler               | Erreichte Runde |
| --- | --------------------- | --------------- |
| 09. | Miami (FL)            | Achtelfinale    |
| 10. | UCLA                  | Viertelfinale   |
| 11. | North Carolina        | Achtelfinale    |
| 12. | Virginia Commonwealth | 2. Runde        |
| 13. | Stanford              | Viertelfinale   |
| 14. | Ole Miss              | Achtelfinale    |
| 15. | Oklahoma State        | 2. Runde        |
| 16. | Texas A&M             | 2. Runde        |

## Herreneinzel

### Setzliste
| Nr. | Spieler             | Erreichte Runde |
| --- | ------------------- | --------------- |
| 1.  | Benjamin Kohllöffel | Sieg            |
| 2.  | John Isner          | 2. Runde        |
| 3.  | Luigi D’Agord       | Achtelfinale    |
| 4.  | Lars Pörschke       | 1. Runde        |
| 5.  | Ludovic Walter      | Achtelfinale    |
| 6.  | Conor Niland        | Viertelfinale   |
| 7.  | Arnau Brugués Davi  | Achtelfinale    |
| 8.  | Travis Helgeson     | Viertelfinale   |

| Nr.    | Spieler          | Erreichte Runde |
| ------ | ---------------- | --------------- |
| 9.–16. | Matt Bruch       | 2. Runde        |
| 9.–16. | Daniel Byrnes    | 1. Runde        |
| 9.–16. | Ryler DeHeart    | Achtelfinale    |
| 9.–16. | Somdev Devvarman | Finale          |
| 9.–16. | Scott Doerner    | 1. Runde        |
| 9.–16. | Arnaud Lecloerec | 2. Runde        |
| 9.–16. | Raian Luchici    | 1. Runde        |
| 9.–16. | Jerry Makowski   | 1. Runde        |

## Herrendoppel
| Nr. | Paarung                      | Erreichte Runde |
| --- | ---------------------------- | --------------- |
| 1.  | Scott Green Ross Wilson      | 1. Runde        |
| 2.  | Andre Begemann Scott Doerner | Finale          |
| 3.  | Kevin Anderson Ryan Rowe     | Sieg            |
| 4.  | Raian Luchici Brad Pomeroy   | Achtelfinale    |

| Nr.   | Paarung                         | Erreichte Runde |
| ----- | ------------------------------- | --------------- |
| 5.–8. | John Isner Antonio Ruiz Rosales | 1. Runde        |
| 5.–8. | Marco Born Andreas Siljeström   | Halbfinale      |
| 5.–8. | Eric Claesson Erling Tveit      | 1. Runde        |
| 5.–8. | Nick Meythaler Rylan Rizza      | Achtelfinale    |

## Damenmannschaftsmeisterschaften
| Nr. | Spieler      | Erreichte Runde |
| --- | ------------ | --------------- |
| 01. | Stanford     | Sieg            |
| 02. | Notre Dame   | Viertelfinale   |
| 03. | USC          | Halbfinale      |
| 04. | Florida      | Halbfinale      |
| 05. | Baylor       | Viertelfinale   |
| 06. | Georgia Tech | Achtelfinale    |
| 07. | Miami (FL)   | Finale          |
| 08. | Duke         | Viertelfinale   |

| Nr. | Spieler               | Erreichte Runde |
| --- | --------------------- | --------------- |
| 09. | North Carolina        | Achtelfinale    |
| 10. | California            | 2. Runde        |
| 11. | Northwestern          | Viertelfinale   |
| 12. | Vanderbilt            | Achtelfinale    |
| 13. | Pepperdine            | 2. Runde        |
| 14. | Virginia Commonwealth | Achtelfinale    |
| 15. | Clemson               | 2. Runde        |
| 16. | TCU                   | Achtelfinale    |

## Dameneinzel
| Nr. | Spieler         | Erreichte Runde |
| --- | --------------- | --------------- |
| 1.  | Audra Cohen     | Achtelfinale    |
| 2.  | Kristi Miller   | Viertelfinale   |
| 3.  | Daniela Berček  | Achtelfinale    |
| 4.  | Zuzana Zemenova | Achtelfinale    |
| 5.  | Zsuzsanna Fodor | 1. Runde        |
| 6.  | Amanda Fink     | Achtelfinale    |
| 7.  | Alice Barnes    | Achtelfinale    |
| 8.  | Amber Liu       | Achtelfinale    |

| Nr.    | Spieler         | Erreichte Runde |
| ------ | --------------- | --------------- |
| 9.–16. | Zuzana Černá    | Achtelfinale    |
| 9.–16. | Elena Gantcheva | 1. Runde        |
| 9.–16. | Alexis Gordon   | 1. Runde        |
| 9.–16. | Cristelle Grier | 1. Runde        |
| 9.–16. | Nicole Leimbach | 2. Runde        |
| 9.–16. | Theresa Logar   | Halbfinale      |
| 9.–16. | Diana Srebrovic | 1. Runde        |
| 9.–16. | Anne Yelsey     | 1. Runde        |

## Damendoppel
| Nr. | Paarung                             | Erreichte Runde |
| --- | ----------------------------------- | --------------- |
| 1.  | Alice Barnes Anne Yelsey            | Halbfinale      |
| 2.  | Melissa Applebaum Audra Cohen       | Viertelfinale   |
| 3.  | Catrina Thompson Christian Thompson | 1. Runde        |
| 4.  | Iva Gersic Maja Kovacek             | 1. Runde        |

| Nr.   | Paarung                                    | Erreichte Runde |
| ----- | ------------------------------------------ | --------------- |
| 5.–8. | Susie Babos Zsuzsanna Fodor                | Achtelfinale    |
| 5.–8. | Lucia Sainz Pelegri Katharina Winterhalter | Finale          |
| 5.–8. | Melissa Anderson Elsa O’Riain              | 1. Runde        |
| 5.–8. | Sara Anundsen Jenna Long                   | Halbfinale      |